# Alan John
Alan John   (7 de maig de 1958) és un compositor australià. Va estudiar música a la Universitat de Sydney, graduant-se el 1980. Les seves composicions inclouen música original per a diverses obres de teatre, pel·lícules (com Holding the Man, Three Dollars i The Bank) i sèries de televisió (incloent Love My Way), i els musicals Jonah Jones, Orlando Rourke i Snugglepot and Cuddlepie.
La seva òpera The Eighth Wonder va ser estrenada el 1995 per Opera Australia. Es va reviure el 2000, durant el Festival de les Arts dels Jocs Olímpics d'Estiu de 2000 de Sydney, i de nou el 2016. El maig del 2008, la seva òpera de cambra Through the Looking Glass, amb llibret d'Andrew Upton, va ser estrenada per la Victorian Opera al "Malthouse Theatre", Melbourne, dirigida per Richard Gill. Al maig de 2011, la seva òpera How to Kill your Husband, a un llibret de Timothy Daly i basada en el llibre del mateix nom de 2007 de Kathy Lette, es va estrenar al mateix local amb el mateix director.